# Cathedral Rocks
Die Cathedral Rocks (englisch für Kathedralfelsen) sind eine Reihe von vier steil abfallenden Felsenkliffs im ostantarktischen Viktorialand, die durch kurze Gletscher durchbrochen und von scharfgratigen Gipfeln umgeben sind. Die Kliffs erstrecken sich über eine Länge von 13 km entlang der Südflanke des Ferrar-Gletschers und bilden einen Teil der nördlichen Schulter der Royal Society Range.
Entdeckt und deskriptiv benannt wurden sie am 7. Dezember 1902 vom britischen Polarforscher Albert Armitage, stellvertretender Expeditionsleiter unter Robert Falcon Scott bei der Discovery-Expedition (1901–1904).